# Марија (филм из 1976)
Марија је југословенски телевизијски филм из 1976. године. Режирао га је Ђорђе Кадијевић, а сценарио је писао Боро Драшковић.

## Радња
Прича о сестри која на самрти покушава да помогне брату који је оптерећен својим сиромашним пореклом и који, по повратку са студија, не зна како да на најпрактичнији начин започне свој живот.

## Улоге
| Глумац           | Улога          |
| ---------------- | -------------- |
| Гордана Марић    | Марија         |
| Воја Брајовић    | Миле           |
| Љиљана Крстић    | Маријина мајка |
| Стево Жигон      | Лекар          |
| Љерка Драженовић |                |
| Гизела Вуковић   | Даничина мајка |
| Слободанка Жугић | Даница         |
| Драго Митровић   | Манфред        |